# Рябцево (Вяземский район)
Рябцево — деревня в Вяземском районе Смоленской области России. Входит в состав Андрейковского сельского поселения. Население — 7 жителей (2007 год). 
Расположена в восточной части области в 6 км к северу от Вязьмы, в 4 км западнее автодороги Р134 «Старая Смоленская дорога» Смоленск — Дорогобуж — Вязьма — Зубцов. В 5 км восточнее деревни расположена железнодорожная станция Новое Село на линии Вязьма — Ржев. 

## История
В годы Великой Отечественной войны деревня была оккупирована гитлеровскими войсками в октябре 1941 года, освобождена в марте 1943 года.